# Clorinda Matto de Turner
Clorinda Matto de Turner (Cusco, 11 novembre 1852 – Buenos Aires, 25 ottobre 1909) è stata una scrittrice, giornalista e attivista peruviana figura centrale del movimento indigenista latinoamericano e pioniera nella difesa dei diritti delle donne e delle popolazioni native del Perù.

## Biografia
Nata con il nome di Grimanesa Martina Mato a Paullo, vicino a Cusco, fu soprannominata Clorinda in onore all'eroina della Gerusalemme liberata di Torquato Tasso. Crebbe in un ambiente rurale a contatto con comunità quechua, apprendendo lingua e cultura indigena.
Studiò in un collegio cattolico a Cusco fino al 1868 e nel 1872 sposò Joseph Turner, un medico inglese, trasferendosi con lui a Tinta. Qui iniziò a scrivere racconti e poesie, molti dei quali affrontavano temi di giustizia sociale e educazione femminile.
Nel 1876 fondò un settimanale a Cusco che includeva molte delle sue tradizioni, brevi narrazioni storiche ispirate al modello di Ricardo Palma. Dopo la morte del marito nel 1881 e l'impossibilità di gestirne l'eredità, si trasferì ad Arequipa e divenne la prima donna in America a dirigere un quotidiano importante, La Bolsa.
Nel 1884 pubblicò il primo volume di Tradiciones cuzqueñas e una serie di testi educativi per ragazze. Nel 1889 fu nominata direttrice di El Perú Ilustrado, la rivista più prestigiosa dell’epoca, ma fu scomunicata nel 1890 per la pubblicazione di un articolo considerato eretico dal clero cattolico.
Dopo numerose minacce e l'incendio della sua tipografia, Matto si rifugiò a Buenos Aires nel 1895. Qui continuò a scrivere, insegnare e pubblicare, dirigendo la rivista El Búcaro Americano.
Morì il 25 ottobre 1909 a Buenos Aires, lasciando un'eredità culturale e politica profonda nel panorama letterario e sociale dell’America Latina.

## Opere
La produzione letteraria di Clorinda Matto de Turner è vasta e fortemente influenzata da un impegno sociale e politico orientato alla difesa delle popolazioni indigene e alla valorizzazione del ruolo femminile nella società peruviana.
La sua opera più celebre, Aves sin nido (1889), rappresenta uno dei primi esempi di romanzo indigenista in America Latina. Ambientata nel villaggio immaginario di Kíllac, l’opera denuncia le ingiustizie sociali perpetrate dal clero e dai funzionari pubblici ai danni delle popolazioni native. La narrazione intreccia elementi realistici e sentimentali, affrontando temi come la corruzione ecclesiastica, la condizione delle donne e il razzismo istituzionalizzato.
In seguito, pubblicò altri due romanzi che proseguono la linea tematica inaugurata da Aves sin nido: Índole (1891), che sviluppa ulteriormente la questione dell’identità e della dignità indigena, e Herencia (1895), che riflette sul destino delle popolazioni native in un Perù in rapida trasformazione.
Parallelamente alla narrativa, Matto de Turner si dedicò alla saggistica e alla divulgazione culturale. Scrisse il saggio Bocetos al lápiz de americanos célebres (1890), una raccolta di biografie di figure storiche del continente, e tradusse opere religiose dal latino al castigliano, tra cui i Vangeli.
Tra il 1884 e il 1886 pubblicò anche Tradiciones cuzqueñas, tre volumi di racconti brevi ispirati allo stile di Ricardo Palma, in cui recupera miti, leggende e storie locali della regione andina con intento educativo e identitario.
Durante il suo esilio a Buenos Aires, continuò a scrivere e fondò la rivista El Búcaro Americano, dando spazio ad autrici sudamericane e contribuendo alla formazione di una coscienza letteraria femminile panamericana.